# Гепатит B
Вирусный гепати́т B (гепатит б (b); англ. Hepatitis B) — антропонозное вирусное заболевание, вызываемое возбудителем с выраженными гепатотропными свойствами — вирус гепатита B (в специальной литературе его могут обозначать «вирус ГВ», ВГВ или HBV) из семейства гепаднавирусов.
Поверхностный антиген гепатита B открыл в 1964 году американский врач и вирусолог Барух Самуэль Бламберг при изучении образцов крови австралийского аборигена, получивший в последующем за исследования гепатита B Нобелевскую премию по физиологии или медицине в 1976 году.
Вирус отличается чрезвычайно высокой устойчивостью к различным физическим и химическим факторам: низким и высоким температурам (в том числе кипячению), многократному замораживанию и оттаиванию, длительному воздействию кислой среды. Во внешней среде при комнатной температуре вирус гепатита B может сохраняться до нескольких недель: в пятнах крови, на лезвии бритвы, конце иглы. В сыворотке крови при температуре +30°С инфекционность вируса сохраняется в течение 6 месяцев, при температуре −20°С около 15 лет; в сухой плазме — 25 лет. Инактивируется при автоклавировании в течение 30 минут, стерилизации сухим жаром при температуре 160°С в течение 60 минут, прогревании при 60°С в течение 10 часов.
В 2022 году в мире насчитывалось 254 миллиона человек с гепатитом B. Гепатит В поддается профилактике при помощи безопасных, доступных и эффективных вакцин.
В случае присутствия в организме вируса гепатита В возможно также заражение вирусом гепатитом D. Заражение гепатитом D можно предотвратить вакцинацией против гепатита В.

## Этиология
Заболевание вызывается вирусом гепатита B.

### Строение вируса

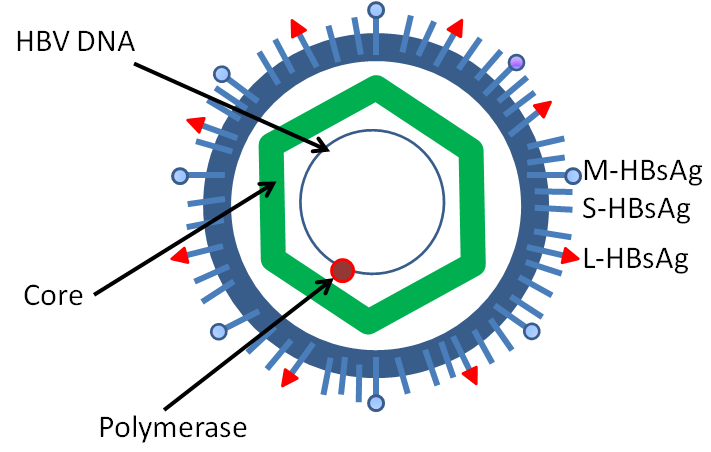
Структура вируса гепатита B

Вирус гепатита B (HBV) является членом семейства гепаднавирусов. Вирусная частица (вирион) состоит из внешней липидной оболочки и ядра икосаэдрического нуклеокапсида, состоящего из ядра белка. Эти вирионы имеют диаметр 30-42 нм. Нуклеокапсид включает вирусную ДНК и ДНК-полимеразу, которая обладает активностью обратной транскриптазы. Внешняя оболочка содержит встроенные белки, которые участвуют в связывании вирусов и проникновении в чувствительные клетки. Вирус гепатита B — один из самых маленьких вирусов животных в оболочке. Вирионы размером 42 нм, которые способны инфицировать гепатоциты, называются «частицами Дейна». Помимо частиц Дейна, в сыворотке инфицированных людей можно обнаружить нитевидные и сферические тела без ядра. Эти частицы не являются инфекционными и состоят из липидов и белков, которые образуют часть поверхности вириона, называемого поверхностными антигенами (HBs-антиген), и вырабатываются в избытке в течение жизненного цикла вируса.

#### Геном

Геномная организация вируса гепатита б. Гены перекрываются.

Геном HBV состоит из кольцевой ДНК, но это необычно, потому что ДНК не является полностью двухцепочечной. Один конец полноразмерной цепи связан с вирусной ДНК-полимеразой. Длина генома составляет 3020-3320 нуклеотидов (для полноразмерной цепи) и 1700—2800 нуклеотидов (для короткой цепи). Негативно-смысловая (некодирующая) комплементарна вирусной мРНК. Вирусная ДНК обнаруживается в ядре вскоре после заражения клетки. Частично двухцепочечная ДНК становится полностью двухцепочечной за счет завершения (+) единичной цепи и удаления белковой молекулы из (-) единичной цепи и короткой последовательности РНК из (+) единичной цепи. Некодирующие основания удаляются с концов (-) единичной цепи, и концы соединяются заново. Существует четыре известных гена, кодируемых геномом, которые называются C, X, P и S. Основной белок кодируется геном C (HBc-антиген), и его начальному генетическому коду предшествует расположенный выше стартовый генетический код AUG в рамке считывания, от которого продуцируется пре-ядровый белок. HBe-антиген продуцируется протеолитическим процессингом пре-ядрового белка. В некоторых редких штаммах вируса, известных как преядровые мутанты вируса гепатита B, HBeAg отсутствует. ДНК-полимераза кодируется геном P. Ген S — это ген, кодирующий поверхностный антиген (HBsAg). Ген HBsAg представляет собой одну длинную открытую рамку считывания, но содержит три генетических кода в «стартовой» рамке (ATG), которые делят ген на три участка: пре-S1, пре-S2 и S. Из-за множественных стартовых генетических кодов полипептиды трех производятся разные размеры, называемые большими (порядок от поверхности внутрь: pre-S1, pre-S2 и S), средними (pre-S2, S) и маленькими (S). На аминоконцевом конце preS1 части большого (L) белка есть миристильная группа, которая играет важную роль в инфекции. В дополнение к этому N-конец L-белка имеет сайты связывания вируса и связывания капсида. Из-за этого N-концы половины молекул L-белка расположены вне мембраны, а другая половина — внутри мембраны.
Функция белка, кодируемого геном X, до конца не изучена, но связана с развитием рака печени. Он стимулирует гены, которые способствуют росту клеток, и инактивирует молекулы, регулирующие рост.

### Размножение вируса

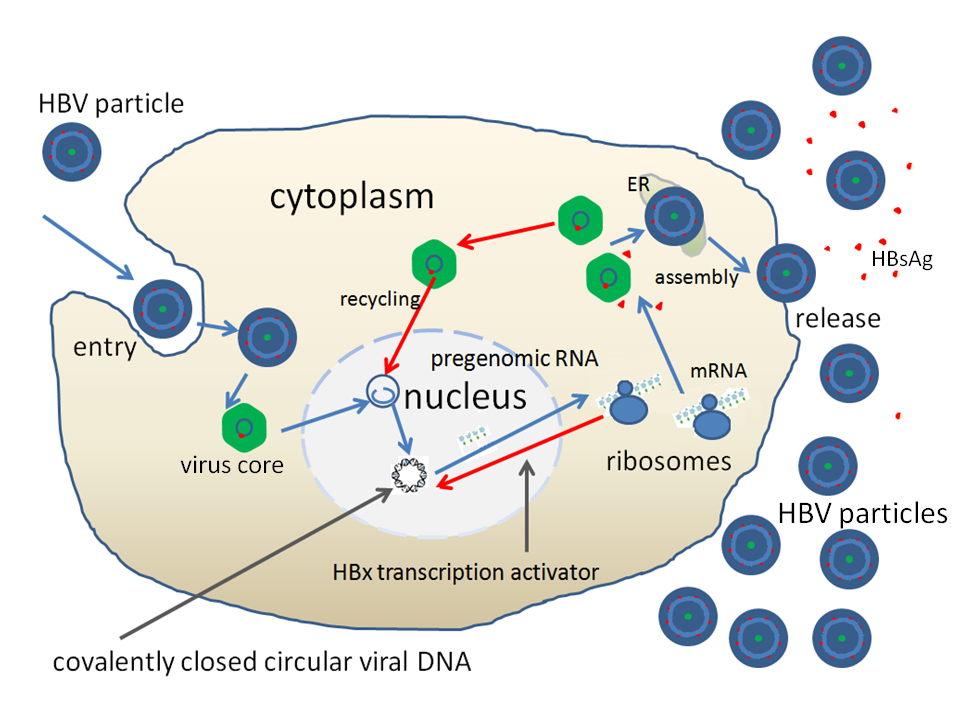
Репликация вируса гепатита B

Жизненный цикл вируса гепатита B сложен. Гепатит B — один из немногих известных параретровирусов: неретровирусов, которые все еще используют обратную транскрипцию в процессе своей репликации. Вирус проникает в клетку, связываясь с NTCP на поверхности и подвергаясь эндоцитозу. Поскольку вирус размножается с помощью РНК, созданной ферментом-хозяином, вирусная геномная ДНК должна переноситься в ядро клетки с помощью белков-хозяев, называемых шаперонами. Частично двухцепочечная вирусная ДНК затем превращается в полностью двухцепочечную вирусную полимеразу и трансформируется в ковалентно замкнутую кольцевую ДНК (кзкДНК). Эта кзкДНК служит матрицей для транскрипции четырех вирусных мРНК с помощью РНК-полимеразы хозяина. Самая большая мРНК (которая длиннее вирусного генома) используется для создания новых копий генома и для создания белка ядра капсида и вирусной ДНК-полимеразы. Эти четыре вирусных транскрипта подвергаются дополнительной обработке и продолжают формировать вирионы потомства, которые высвобождаются из клетки или возвращаются в ядро и рециклируются, чтобы произвести еще больше копий. Затем длинная мРНК транспортируется обратно в цитоплазму, где белок Р вириона (ДНК-полимераза) синтезирует ДНК за счет своей активности обратной транскриптазы.

### Серотипы и генотипы
Вирус делится на четыре основных серотипа (adr, adw, ayr, ayw) на основе антигенных эпитопов, представленных на его белках оболочки, и на восемь основных генотипов (A — H). Генотипы имеют четкое географическое распределение и используются для отслеживания эволюции и передачи вируса. Различия между генотипами влияют на тяжесть заболевания, течение и вероятность осложнений, а также реакцию на лечение и, возможно, вакцинацию. Есть два других генотипа I и J, но они не являются общепринятыми по состоянию на 2015 год. Разнообразие генотипов не проявляется одинаково в мире. Например, генотипы A, D и E в основном наблюдались в Африке, в то время как генотипы B и C наблюдались в Азии как широко распространенные.
Генотипы различаются по крайней мере на 8 % своей последовательности, и впервые о них было сообщено в 1988 году, когда было первоначально описано шесть (A — F). С тех пор были описаны еще два типа (G и H). Большинство генотипов теперь делятся на субгенотипы с различными свойствами.

### Механизм передачи инфекции
Вирус присутствует в крови и различных биологических жидкостях — слюне, моче, сперме, влагалищном секрете, менструальной крови и др. Контагиозность (заразность) вируса гепатита B в 50-100 раз выше, чем у ВИЧ: инфицирующая доза составляет 0,0000001 мл сыворотки, содержащей ВГВ. Вирус гепатита B может выживать до 7 дней вне тела человека при комнатной температуре на предметах, поверхностях окружающей среды.
Вирус гепатита B передается от человека к человеку через кровь, сперму или другие биологические жидкости. Гепатит B не распространяется через грудное молоко, пищу или воду, столовые принадлежности, во время объятий, поцелуев, через рукопожатие, при кашле, чихании или укусах насекомых. Также невозможно заразиться при использовании общей посуды, постельного белья.
Пути передачи гепатита B:
1. Парентеральный путь (через кровь посредством нестерильных инструментов при маникюре, пирсинге, тату, стоматологии);
2. Половой путь;
3. Вертикальный путь (от матери к ребенку);
4. Бытовой путь (при совместном использовании зубной щетки, бритвы)[27].

Таким образом, для заражения взрослого невакцинированного человека необходимо проникновение вируса в кровь (при переливании крови, через рану и кровотечение, в том числе в ротовой полости, через инструменты, секс, зубную щетку, бритву и личные предметы).

#### Парентеральный путь
Парентеральный путь осуществляется через медицинский, лабораторный инструментарий и изделия медицинского назначения, контаминированные ВГВ. Заражение вирусным гепатитом B может происходить также при переливаниях крови и/или её компонентов при наличии в них ВГВ.
В передаче вирусного гепатита B значительное место занимают немедицинские инвазивные процедуры в организациях бытового обслуживания (парикмахерских, маникюрных, педикюрных, косметологических), в кабинетах татуировки, пирсинга и прочих инвазивных процедур, а также инъекционная наркомания.

#### Половой путь
В последние годы всё большее значение в развитых странах приобретает половой путь передачи вируса, что обусловлено, во-первых, снижением значения парентерального пути (появление разового инструментария, применение эффективных дезинфицирующих средств, ранним выявлением больных доноров), во-вторых, так называемой «сексуальной революцией»: частой сменой половых партнёров, практикованием анальных контактов, сопровождающихся большей травматизацией слизистых и, соответственно, возрастанием риска попадания вируса в кровоток. Распространение наркомании также играет большую роль, поскольку «внутривенные» наркоманы входят в группу высокого риска и, что немаловажно, они не являются изолированной группой и с лёгкостью вступают в беспорядочные незащищённые половые отношения с другими людьми.

#### Вертикальный путь
Считается, что более половины всех случаев заражения HBV приходится на вертикальный путь передачи. Этот путь особенно распространен в странах с высоким общим уровнем инфицированности населения. Несмотря на достигнутые успехи, связанные прежде всего с введением массовой иммунопрофилактики новорожденных, от 1 до 14 % новорожденных инфицируется HBV вертикальным путем. Этот путь передачи имеет особое значение, так как риск формирования ХГB напрямую связан с возрастом, в котором произошло инфицирование. При вертикальном пути передачи у 80—90 % детей формируется ХГB, в то время как при заражении детей в возрасте до 6 лет риск развития ХГB составляет 30 %, а при инфицировании в старшем возрасте этот риск снижается до 12 %. Понятие вертикальной передачи включает в себя все пути передачи инфекции от матери к ребенку. Передача HBV-инфекции традиционно рассматривается как перинатальное инфицирование, то есть инфицирование в период с 28 недель гестации до 28 дней после родов, так как именно в этот период наиболее часто происходит заражение. Для инфицирования, произошедшего вне этого периода, данный термин не подходит. Таким образом, правильнее использовать термины
«передача от матери ребенку» или «вертикальная передача», которые включают все время возможного инфицирования: во время беременности, во время родов и в раннем детстве.
Существует три возможных пути передачи HBV-инфекции от матери ребенку:
1. Пренатально (внутриутробно или трансплацентарно).
2. Интранатально (во время родов).
3. Постнатально (во время ухода за детьми или при грудном вскармливании)[30]

Согласно «Национальной программе оптимизации вскармливания детей первого года жизни в РФ» 2019 года издания: «При гепатите B у женщин грудное вскармливание возможно при проведении вакцинации в сочетании с введением специфического иммуноглобулина после рождения ребенка. Вероятность инфицирования вирусом гепатита C через грудное молоко минимальна. Но при остром течении гепатита B и C, а также в случае развития мастита или при кровоточивости сосков грудное вскармливание следует временно прекратить».

#### Бытовой путь
При бытовом пути заражения инфицирование происходит в семье, ближайшем окружении и в организованных коллективах. Опасность представляют пользование общими бритвами, лезвиями, маникюрными принадлежностями, зубными щётками и т. д. Соприкосновение с предметами, содержащими вирус, поврежденной поверхностью (порез, потёртость, трещинка, воспаление кожи, прокол, ожог и т. п.) может представлять риск заражения для невакцинированного человека.

### Гепатит D
Вирус гепатита D (ВГD) — это вирус, для репликации которого требуется присутствие вируса гепатита B (ВГВ). Во всем мире вирусом гепатита D (ВГD) заражено почти 5 % всех людей с хроническим гепатитом В (ВГВ). Инфицирование (ВГD) происходит либо одновременно с заражением вирусами гепатита B и D (коинфекция), либо после заражения вирусом гепатита В (суперинфекция). Заражение гепатитом D можно предотвратить посредством иммунизации против гепатита В, включая своевременное введение дозы прививки при рождении.

## Эпидемиология

Уровень заболеваемости гепатитом В в 2017 году

Инфицирование вирусом гепатита B (HBV) остается глобальной проблемой здравоохранения, и, по оценкам ВОЗ, в 2019 году в мире насчитывалось 296 миллионов человек, живущих с хронической инфекцией гепатита B (то есть с положительным результатом тестирования на поверхностный антиген гепатита B).
Распространённость гепатита B является наиболее высокой в Регионе Западной части Тихого океана ВОЗ и Африканском регионе ВОЗ, где инфицировано соответственно 6,2 % и 6,1 % взрослого населения. В регионах Восточного Средиземноморья, Юго-Восточной Азии и Европейском регионе ВОЗ инфицировано соответственно 3,3 %, 2,0 % и 1,6 % населения. Наконец, в Регионе стран Америки ВОЗ этот показатель составляет 0,7 %.
По оценкам ВОЗ, в 2022 году в мире насчитывалось 254 миллиона человек, живущих с хроническим гепатитом В; при этом ежегодно происходит около 1,2 миллиона новых случаев инфицирования. По оценкам, в 2022 году от гепатита В умерли 1,1 миллиона человек, главным образом вследствие цирроза печени и гепатоцеллюлярной карциномы (первичного рака печени). Гепатит В поддается профилактике при помощи безопасных, доступных и эффективных вакцин.

## Патогенез
Возбудитель проникает в организм человека через поврежденную кожу или слизистые оболочки, далее с током крови заносится в печень, где происходит его репликация. Вирус гепатита B не оказывает прямого цитолитического действия на гепатоциты. Повреждение клеток печени опосредовано иммунопатологическими реакциями макроорганизма, за счёт чего и отмечается более выраженный некроз гепатоцитов. Течение инфекционного процесса во многом зависит от репликативной активности вируса. Возбудитель вирусного гепатита B способен длительное время оставаться в организме, формируя не только вирусоносительство, но и вызывая развитие хронического гепатита.

## Клиника
Острая инфекция вирусом гепатита B связана с острым вирусным гепатитом — заболеванием, которое начинается с общего плохого самочувствия, потери аппетита, тошноты, рвоты, ломоты в теле, умеренной температуры и темного цвета мочи, а затем прогрессирует до развития желтухи. Болезнь длится несколько недель, а затем у большинства больных постепенно проходит. Некоторые люди могут иметь более тяжелую форму заболевания печени, известную как фульминантная печеночная недостаточность, которая может завершиться смертельным исходом. Инфекция может протекать бессимптомно и не распознаваться. Вся симптоматика вирусного гепатита B обусловлена интоксикацией вследствие снижения детоксикационной функции печени и холестазом — нарушением оттока желчи. Причём предполагается[кем?], что у одной группы больных превалирует экзогенная интоксикация — от токсинов поступающих с сырой едой или образующихся при пищеварении в кишечнике, а у другой группы больных превалирует эндогенная — от токсинов, образующиеся в результате метаболизма в собственных клетках и при некрозе гепатоцитов.
Поскольку к любым токсинам чувствительна в первую очередь нервная ткань, в частности нейроциты головного мозга, прежде всего наблюдается церебротоксический эффект, что приводит к повышенной утомляемости, нарушению сна (при лёгких формах острого и хроническом гепатите), и спутанности сознания.
Хроническая инфекция вирусом гепатита B может протекать бессимптомно или быть связана с хроническим воспалением печени (хронический гепатит), приводящим к циррозу в течение нескольких лет. Этот тип инфекции резко увеличивает заболеваемость гепатоцеллюлярной карциномой (ГЦК; рак печени). По всей Европе гепатиты B и C вызывают примерно 50 % гепатоцеллюлярных карцином. Хроническим носителям рекомендуется избегать употребления алкоголя, поскольку он увеличивает риск цирроза и рака печени. Вирус гепатита B был связан с развитием мембранозного гломерулонефрита (MGN).
Симптомы за пределами печени присутствуют у 1-10 % людей, инфицированных ВГВ, и включают синдром, подобный сывороточной болезни, острый некротический васкулит (узелковый полиартериит), мембранозный гломерулонефрит и папулезный акродерматит в детском возрасте (синдром Джанотти — Крости). Синдром, подобный сывороточной болезни, возникает при остром гепатите B, часто предшествующем появлению желтухи. Клинические признаки — лихорадка, кожная сыпь и полиартериит. Симптомы часто проходят вскоре после начала желтухи, но могут сохраняться на протяжении всего периода острого гепатита B. Около 30-50 % людей с острым некротическим васкулитом (узелковый полиартериит) являются носителями HBV. Нефропатия, связанная с HBV, описана у взрослых, но чаще встречается у детей. Мембранозный гломерулонефрит — наиболее распространенная форма. Другие иммуноопосредованные гематологические нарушения, такие как эссенциальная смешанная криоглобулинемия и апластическая анемия, были описаны как часть внепеченочных проявлений инфекции HBV, но их связь не так четко определена; следовательно, их, вероятно, не следует считать этиологически связанными с HBV.
При поздних стадиях хронического гепатита, при обширном фиброзе и циррозе, на первый план выступает синдром портальной гипертензии, отягощённый хрупкостью сосудов вследствие снижения синтетической функции печени. Геморрагический синдром также характерен для фульминантного гепатита.
Инфекционный процесс начинается с момента попадания вируса в кровь. После попадания вирусов в печень через кровь идёт скрытая фаза размножения и накопления вирусных частиц. При достижении определённой концентрации вируса в печени развивается острый гепатит B. Иногда острый гепатит проходит для человека практически незаметно и обнаруживается случайно, иногда протекает в легкой безжелтушной форме — проявляется только недомоганием и снижением работоспособности. Исследователи полагают, что бессимптомное течение, безжелтушная форма и «желтушный» гепатит составляют равные по количеству поражённых лиц группы. То есть выявленные диагностированные случаи острого гепатита B составляют только одну треть всех случаев острого гепатита. По данным других исследователей на один «желтушный» случай острого гепатита B приходится от 5 до 10 случаев заболеваний, которые как правило не попадают в поле зрения врачей. Между тем представители всех трёх групп потенциально заразны для окружающих.
Острый гепатит либо постепенно сходит на нет с элиминацией вируса и оставлением стойкого иммунитета (функция печени восстанавливается через несколько месяцев, хотя остаточные явления могут сопровождать человека всю жизнь), либо переходит в хроническую форму.
Хронический гепатит B протекает волнообразно, с периодическими (иногда имеющими сезонный характер) обострениями. В специальной литературе этот процесс обычно описывают как фазу интеграции и репликации вируса. Постепенно (интенсивность зависит как от вируса, так и иммунной системы человека) гепатоциты заменяются на клетки стромы, развиваются фиброз и цирроз печени. Иногда следствием хронической HBV-инфекции бывает первичноклеточный рак печени (гепатоцеллюлярная карцинома). Присоединение вируса гепатита D к инфекционному процессу резко меняет течение гепатита и увеличивает риск развития цирроза (как правило, у таких больных рак печени не успевает развиться).
Стоит обратить внимание на следующую закономерность: чем меньше возраст заболевшего, тем выше вероятность перехода болезни в хроническую стадию. Например, более 95 % взрослых людей заболевших острым гепатитом B, выздоравливают, а из заболевших гепатитом B новорожденных избавятся от вируса только 5 %. У заразившихся детей в возрасте 1-6 лет около 35 % будут болеть гепатитом в хронической форме.

## Диагностика
В России врачи всех специальностей, средние медицинские работники лечебно-профилактических учреждений независимо от форм собственности и ведомственной принадлежности, а также детских, подростковых и оздоровительных учреждений выявляют больных острыми и хроническими формами гепатита B, носителей ВГВ на основании клинико-эпидемиологических и лабораторных данных при оказании всех видов медицинской помощи. Проводится серологический скрининг групп людей с высоким риском заражения.
При первичной диагностике основанной на клинических данных, невозможно отличить гепатит B от гепатита, вызываемого другими вирусными агентами, потому чрезвычайно важным является лабораторное подтверждение диагноза. Существует несколько видов анализа крови для диагностики и мониторинга людей с гепатитом B. Эти анализы можно использовать для того, чтобы отличить острую и хроническую инфекции. Окончательный диагноз ставится после лабораторных исследований (показатели функции печени, признаки цитолиза, серологические маркеры, выделение ДНК вируса).

### Диагностические маркеры HBV-инфекции
Для постановки диагноза следует выявлять серологические маркеры инфицирования вирусом гепатита B (HBsAg, анти-HBcIgM, анти-HBc, анти-HBs, HBeAg, анти-HBe) и ДНК вируса (HBV-DNA).
Этиологическая диагностика HBV-инфекции основана на выявлении маркёров гепатита B в иммуноферментном методе (ИФА) и полимеразной цепной реакции (ПЦР):
- У людей, больных гепатитом B, в крови обнаруживается HBsAg; IgG HBc
- Если заболевание находится в ремиссии, в крови находят HbsAg и anti-Hbc-IgM;
- При обострении заболевания HBsAg, anti-HBc-IgM, anti-HBc-IgG;
- После перенесённой инфекции в крови обнаруживают anti-HBs, anti-HBc-IgG;
- После вакцинации в крови остаётся только anti-HBs[48].

### Дифференциальная диагностика
Обычно вирусный гепатит B не представляет сложностей в правильной диагностике. Сложности возникают только при супер- и коинфекциях (когда сложно выделить активный на данный момент агент), а также при наличии неинфекционных заболеваний печени и желчевыводящих протоков.

## Лечение
Острый гепатит B обычно не требует лечения, так как большинство взрослых справляются с этой инфекцией спонтанно. Раннее противовирусное лечение может потребоваться менее чем 1 % заболевших: пациентам с агрессивным развитием инфекции (молниеносный гепатит) и лицам с ослабленным иммунитетом. С другой стороны, лечение хронической инфекции может быть полезным для уменьшения риска цирроза и рака печени. Хронически инфицированные лица с постоянно повышенным уровнем аланинаминотрансферазы, маркера повреждения печени и большим количеством ДНК HBV, являются предпочтительными кандидатами для терапии.
Хотя ни один из имеющихся препаратов не способен полностью очистить организм пациента от вируса гепатита B, они могут остановить размножение вируса, тем самым сводя к минимуму повреждение печени. Лечение существующими препаратами может иметь конечную длительность в расчёте на достижение безмедикаментозной ремиссии, но чаще носит характер многолетней поддерживающей терапии.
По состоянию на 2016 год существует восемь препаратов, лицензированных для лечения инфекционного гепатита B в Соединенных Штатах. К ним относятся:
противовирусные препараты прямого действия (ПППД):
1. нуклеозидные ингибиторы обратной транскриптазы
  - ламивудин (Epivir), телбивудин (Tyzeka), энтекавир (Baraclude)
2. нуклеотидные ингибиторы обратной транскриптазы
  - адефовир (Hepsera), тенофовира дизопроксил фумарат (Viread), тенофовира алафенамид фумарат (Vemlidy)

иммуномодуляторы:
- интерферон альфа-2а, пегилированный интерферон альфа-2а (Pegasys)

Нуклеозиды ламивудин, телбивудин и нуклеотид адефовир морально устарели и не рекомендуются ввиду низкого порога резистентности и возможности формирования перекрёстной резистентности вируса к энтекавиру и препаратам тенофовира соответственно. Всемирная организация здравоохранения рекомендовала в качестве терапии первой линии энтекавир либо тенофовир. Приём энтекавира противопоказан при беременности; нефротоксичный и токсичный для костей ТДФ желательно, по возможности, заменить на ТАФ. Пациенты с циррозом в наибольшей степени нуждаются в лечении. Лечение препаратами прямого действия имеет умеренный уровень побочных эффектов, но симптоматическое, выражается в подавлении вирусной нагрузки — оно практически никогда не ведёт к сероконверсии вируса.
В отличие от терапии препаратами прямого действия, интерферонотерапия имеет высокий уровень побочных эффектов, однако выгодно отличается от терапии ПППД тем, что чаще приводит к сероконверсии HBeAg (маркёра репликации вируса). Ответ на лечение интерферонами зависит от нескольких факторов. Некоторые пациенты имеют гораздо больше шансов ответить на терапию, по сравнению с остальными. Причина может быть в генотипе вируса, которым заражён человек, а также в генетических особенностях самого пациента. Лечение снижает репликацию вируса в печени, тем самым снижая вирусную нагрузку (количество вирусных частиц в крови). Сероконверсия HBeAg при интерферонотерапии наблюдается у 37 % пациентов, поражённых HBV генотипа A, но всего лишь у 6 % пациентов, заражённых вирусом HBV генотипа D. Генотип HBV B имеет аналогичные типу А показатели сероконверсии HBeAg. В случае HBV генотипа C сероконверсия наблюдается только в 15 % случаев. Устойчивое снижение количества HBeAg после лечения составляет ~ 45 % пациентов для типов А и В, 25-30 % пациентов для типов C и D. Применение интерферона, требующего инъекций ежедневно или три раза в неделю, было вытеснено пегилированным интерфероном — препаратом длительного действия, инъекции которого проводятся только один раз в неделю.

## Профилактика

### Вакцинация
Вакцинация против гепатита B является универсальным способом защиты для всех путей заражения.
Вакцины для профилактики гепатита B в Соединённых Штатах широко рекомендуются для младенцев с 1991 года. Первая доза обычно рекомендуется в течение первых суток после рождения.
Большинство вакцин применяется в трёх дозах в течение нескольких месяцев. Защитный ответ на вакцину определяют как концентрацию антител против HBs по меньшей мере 10 мМЕ/мл в сыворотке крови. Вакцина более эффективна у детей: 95 % вакцинированных имеют защитные уровни антител. Их уровень снижается примерно до 90 % в возрасте 40 лет и примерно до 75 % у лиц старше 60 лет. Защита, обеспечиваемая вакцинацией, длится даже после того, как уровни антител опускаются ниже 10 мМЕ/мл.
Все, кто подвержен воздействию жидкостей организма, таких как кровь, должны быть вакцинированы. Рекомендуется проводить тестирование для проверки эффективной иммунизации, а дополнительные дозы вакцины предоставляются тем, кто недостаточно иммунизирован.
В исследованиях, которые продолжались от 10 до 22 лет, не было случаев гепатита B среди вакцинированных лиц с нормальной иммунной системой. Зарегистрированы только редкие хронические инфекции. Вакцинация особенно рекомендуется для групп высокого риска, включая работников здравоохранения, людей с хронической почечной недостаточностью и мужчин, имеющих половые контакты с мужчинами.
Руководящие указания в Великобритании гласят, что первоначально ответившие на прививку лица (получившие иммунитет благодаря прививкам) нуждаются в дальнейшей защите (это касается людей, находящихся в зоне риска заражением гепатитом B). Им рекомендуется, для сохранения иммунитета к вирусу гепатита B, повторная ревакцинация — раз в пять лет.

#### Вакцинация при заражении
В случае заражения в период первых 1-2-х недель для предотвращения заболевания необходимо проведение экстренной профилактики с помощью вакцинации по схеме 0-1-2-12 и введения иммуноглобулина.

### Профилактика полового пути передачи
Безопасный секс, включая сведение к минимуму числа партнёров и использование барьерных методов (презервативов), защищают от передачи инфекции.

### Профилактика вертикального пути передачи
Профилактика вертикальной передачи вируса гепатита B от инфицированной матери к ребёнку непосредственно во время беременности рекомендована, по крайней мере, женщинам с высокой вирусной нагрузкой и/или высоким уровнем HBsAg, начиная с 24-28-й недель беременности и до 12 недель после родов.
Для тех новорожденных, чьи матери инфицированы HBsAg: только одна вакцина против гепатита B, только иммуноглобулин гепатита B или комбинация вакцины плюс иммуноглобулин против гепатита B. Эти меры предотвращают передачу HBV во время родов в 86 % −99 % случаев.
Для профилактики используется исключительно тенофовир: если беременная женщина уже принимает препараты прямого противовирусного действия (ПППД), отличные от тенофовира, то ей следует перейти на приём тенофовира.
Наличие активного вирусного гепатита не является противопоказанием для кормления грудью независимо от того, находится кормящая грудью женщина на противовирусной терапии или нет, поскольку это не влияет на риск передачи гепатита B ребёнку.
Тенофовир, назначенный во втором или третьем триместре, может снизить риск передачи от матери к ребёнку на 77 % в сочетании с иммуноглобулином гепатита B и вакциной против гепатита B, особенно для беременных женщин с высоким уровнем ДНК вируса гепатита B. Однако нет достаточных доказательств того, что введение одного лишь иммуноглобулина гепатита B во время беременности может снизить вероятность передачи вируса новорожденному.

### Профилактика парентерального пути передачи
При инвазивных процедурах обязательно организовать:
- использование перчаток;
- безопасное обращение и удаление острых предметов и отходов;
- безопасную очистку оборудования и инструментов;
- тестирование донорской крови;
- подготовку медицинского персонала;
- предотвращение повторного использования шприцев и прочих одноразовых предметов;
- принимать меры для уменьшения частоты травм от колющих и режущих инструментов у медицинских работников.

На государственном уровне ВОЗ рекомендует работу с лицами, употребляющими внутривенные наркотики: программы выдачи игл и шприцев; программы раздачи презервативов для людей, употребляющих инъекционные наркотики, и их сексуальных партнёров; вакцинацию, диагностику и лечение вирусного гепатита.

#### Профилактика парентерального пути передачи в быту
В семье или в организованном коллективе следует соблюдать обычные меры предосторожности: не допускать пользование чужими средствами личной гигиены и с опаской относиться к чужой крови. Этим правилам нужно учить и детей. Опасность могут представлять кусачки и пилки для ногтей, зубные щётки, серьги, глюкометры и прочие. При уборке дома или автомобиля от загрязнения кровью необходимо пользоваться дезинфекционными средствами, а на руки надевать латексные перчатки или, в крайнем случае, полиэтиленовые пакеты.
Любые повреждения кожи следует закрывать пластырем или повязкой.